# 捂脸

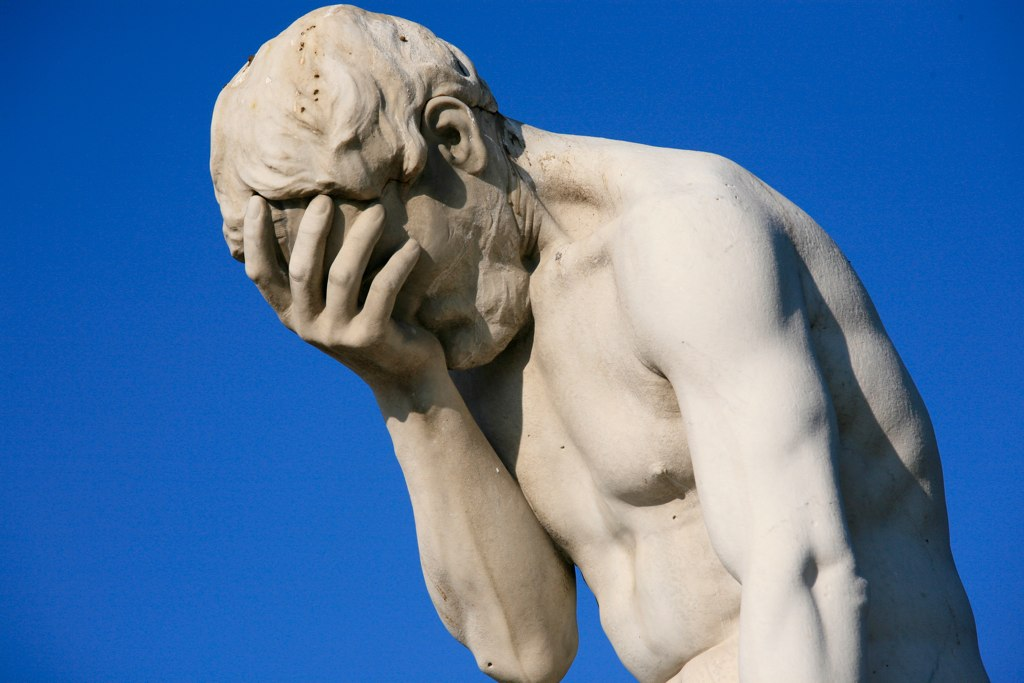
A statue in Tuileries Garden, Paris

捂脸是一种肢体语言。意思是将手掌平放在脸上，用来表示沮丧、失望、尴尬、震惊或用来表示讽刺。
这个手势不是最近才有的。尽管这个手势很常见，它并不是文化上的普遍存在。 股票交易员捂脸的图片常被媒体用来表示对金融市场表现的不满意。
捂脸也并非人类独有的手势。科尔切斯特动物园的一群山魈使用类似的手势来表达避免相互交流或希望独处的意愿。